# 石井伸昂
石井 伸昂（いしい のぶたか、1989年〈平成元年〉1月19日 - ）は、東京都出身のソングライター、編曲家である。

## 略歴
専門学校卒業後、有限会社メロネストにて専属作曲家として活動。アイドル、アニメ主題歌など、数多くの楽曲提供を行う。東京スクールオブミュージック専門学校渋谷常勤講師。江戸川生まれ江戸川育ち。

## 主な参加作品・アーティスト
- 乃木坂46
  - 「僕の衝動」（作曲・編曲） - 『いつかできるから今日できる』収録

- 王者荣耀
  - 「時之祈願」（作曲・編曲）

- 《王者荣耀》日常番《是王者啊?》
  - 「长城狂想曲」（作曲・共編曲）アニメOP主題歌

- Ai★Kuru
  - 「SUKI∞」（作詞・作曲・編曲）
  - 「かわいいって言って」（作詞・作曲・編曲）

- スポポポポニー
  - 「あいことば」（作詞・作曲・編曲）

- elsy
  - 「今から君に恋をする」（作詞・作曲・編曲）

- 柿チョコ
  - 「焔雷－ENLIGHT－」（作詞・共作曲・編曲）

- ななひら
  - 「SPARKLE SKYFUL＊」（作詞・作曲・編曲）
  - 「夏色フィナーレ」（作詞・共作曲・編曲）

- 銀岩塩
  - 「ABSO-METAL~黎明~」（劇伴）
  - 「ABSO-METAL2 〜群盲の逆襲〜」（劇伴）

- 山崎あおい
  - 「刹那の火」（作曲・編曲） - 聖闘士星矢（Tencent Games）2020春節主題歌

- 石田燿子
  - 「君の声わたしの歌」（作曲） - アルバム 『Happy For You ～20th Anniversary～』収録
  - 「Connect Link」（作詞・作曲）- アニメ 『ストライクウィッチーズ Operation Victory Arrow』OP主題歌

- 鈴木このみ
  - 「LLL：CONNECTION」（作曲・共編曲） - アルバム『18 -Colorful Gift-』収録

- 劇団4ドル50セント
  - 「現実の鳥」（作曲・編曲）

- 佐土原かおり
  - 「Day to Story」（作詞・作曲） - TVアニメ 『デート・ア・ライブII』　ED主題歌
  - 「Still SIs」（作詞・作曲） - TVアニメ 『新妹魔王の契約者』ED主題歌

- 民謡ガールズ
  - 「ひみつの夜」（作曲） - アルバム『民謡ガールズⅡ』収録
  - 「鬼さんだぁれ?」（作曲） - アルバム『民謡ガールズⅡ』収録

- ブレイブウィッチーズ
  - 「HOMELAND」（作曲） - サーニャ・V・リトヴャク(CV:脇舞以)、エイラ・イルマタル・ユーティライネン(CV:大橋歩夕)

- アイドルマスター ミリオンライブ!
  - 「FLY TO EVERYWHERE」（作曲） - 菊地真(CV:平田宏美)

- denk!girls （高森奈津美、津田美波、竹達彩奈、相沢舞）
  - 「two-Dimension's Love」（作曲） - TVアニメ『デンキ街の本屋さん』　ED主題歌

- デンキ街の本屋さん
  - 「Bから始まるLがある」（作曲） - ひおたん(CV:高森奈津美)
  - 「守護者の封印 〜Seal of guardian〜」（作曲）- Gメン(CV:小林ゆう)

- プラズマジカ「SHOW BY ROCK!!」
  - 「Hazy Twinkle」（作詞・作曲・編曲） - シングル 『My Song is YOU!!』収録

- いとうかなこ
  - 「Inscribe in Xaoc」（編曲） - オンラインゲーム 『X・A・O・C 〜ザオック〜』主題歌

- ロウきゅーぶ!
  - 「チョーゼツよくできました◎」（作曲） - 慧心学園初等部女子ミニバスケットボール部5年生チーム (瀬戸麻沙美、久野美咲、津田美波、*洲崎綾、種田梨沙)
  - 「ヤマトダマシイできマシタ。」（作曲） - ミミ・バルゲリー (CV:久野美咲)

- 桜Trick
  - 「はるいろ乙女」（作曲） - 高山春香(CV:戸松遥)
  - 「YES?NO?ココロ」作詞・作曲） - 園田優(CV:井口裕香)
  - 「桜Sweet Kiss」作詞・作曲） - 美月/澄/理奈(CV:藤田咲・麻倉もも・遠藤ゆりか)アニメ第8話ED

- 魔法科高校の劣等生
  - 「瞳の奥のFantasy」（作曲） - (CV:佐藤聡美) 『少女たちは荒野を目指す』主題歌

- PCゲーム『少女たちは荒野を目指す』
  - 「Master Up」（編曲） - 黒田砂雪(CV:千菅春香),安東テルハ(CV:明坂聡美),結城うぐいす(CV:佐藤聡美),小早川夕夏(CV:花澤香菜)

- SUPER LOVERS
  - 「Kiss me?」（作曲） - 海棠零 (CV：皆川純子)

- オメガクインテット(飯田里穂、田辺留依、豊田萌絵、水瀬いのり、山崎エリイ)
  - 「Eureka」（作曲・編曲） - PS4ソフト『オメガクインテット』挿入歌

- ダーリンは芸能人
  - 「Message」（作曲・共作） - 『JADE』収録

など